# Белявська-Весь
Белявська-Весь (пол. Bielawska Wieś) — село в Польщі, у гміні Беляви Ловицького повіту Лодзинського воєводства.
Населення — 132 особи (2011).
У 1975-1998 роках село належало до Скерневицького воєводства.

## Демографія
Демографічна структура станом на 31 березня 2011 року:
|          | Загалом | Допрацездатний вік | Працездатний вік | Постпрацездатний вік |
| -------- | ------- | ------------------ | ---------------- | -------------------- |
| Чоловіки | 68      | 6                  | 52               | 10                   |
| Жінки    | 64      | 10                 | 39               | 15                   |
| Разом    | 132     | 16                 | 91               | 25                   |